# Juan de Moncada y de Tolça
Juan de Moncada y de Tolça (Mequinenza, ¿?-1536), fue un noble español del siglo XVI. Fue el tercer conde de Marmilla en Sicilia, XI señor de Aitona y primer conde de Aytona (1532), barón de Serós, Mequinenza, Soses, y Chiva, señor de Ballobar, Palma, Ador y Beniarche y tercer barón de Llagostera.
Consiguió ser Gran Senescal y virrey de Cataluña, virrey y gran capitán general de Sicilia, y "Mestre Racional" de Cataluña, Maestro Guistiziere del Reino de Nápoles y del Reino de Sicilia en 1529 y Presidente del Regno el 20 de diciembre de 1535 y Capitán General del Reino de Sicilia en 1536 bajo el vicereinado de Ferrante Gonzaga.

## Matrimonio e hijos
Juan de Moncada y de Tolça se casó primero con Giovanna La Grua Talamanca, hija de Giovanni Vincenzo La Grua, señor de Carini y Misilmeri, después señor de Montechiaro fallecido el 29 de mayo de 1517, y de su esposa Elisabetta Braco. Fueron padres de:
- Isabel de Moncada, que se casó en 1527 con Giovanni II de Ventimiglia, XX conde de Geraci.

En segundas nupcias se casó con Ana de Cardona, hija de Fernando Ramón Folch II duque de Cardona y Francisca Manrique de Lara, hermana de Antonio Manrique de Lara, II duque de Nájera. De este segundo matrimonio nació:
- Francisco de Moncada y Cardona (Mequinenza, 9 de octubre de 1532-Valencia, 12 de noviembre de 1594), II conde y I marqués de Aytona, Grande de España XI conde de Osona, Grande de España, virrey de Cataluña y de Valencia casado en 1552 con Lucrecia Gralla,[1] señora de Subirats y de Esponella en 1560, hija de Francesc Gralla i Desplá, Castellano de Subirats y Maestre Racional de Cataluña, y de su esposa Guiomar de Hostalrich.[1]